# Ponticocythereis
Ponticocythereis is een geslacht van kreeftachtigen uit de klasse van de Ostracoda (mosselkreeftjes).

## Soorten
- Ponticocythereis clavigera (Brady, 1880) Mckenzie, 1967
- Ponticocythereis costata (Hartmann, 1978) Howe & Mckenzie, 1989
- Ponticocythereis decora Swanson, 1979
- Ponticocythereis ichthyoderma (Brady, 1890) Yassini, 1988
- Ponticocythereis icthyoderma (Brady, 1890)
- Ponticocythereis labiata (Brady, 1890) Mckenzie, 1986
- Ponticocythereis manis Whatley & Titterton, 1981 †
- Ponticocythereis militaris (Brady, 1866) Yassini, 1988
- Ponticocythereis pollostus Titterton & Whatley, 2009
- Ponticocythereis praemilitaris Milhau, 1993 †
- Ponticocythereis quadriserialis (Brady, 1890) Mckenzie, 1967
- Ponticocythereis spinosa Whatley & Titterton, 1981 †